# Tmarus milloti
Tmarus milloti es una especie de araña cangrejo del género Tmarus, familia Thomisidae.

## Distribución
Esta especie se encuentra en Camerún y Congo.